# Obecnice
Obecnice település Csehországban, a Příbrami járásban. Obecnice Podlesí, Lhota u Příbramě és Drahlín településekkel határos. Lakosainak száma 1270 fő (2024. január 1.).

## Népesség
A település lakosságának változását az alábbi diagram mutatja:
| Lakosok száma | 1789 | 2212 | 1653 | 1217 | 1131 | 1182 | 1267 | 1261 | 1242 | 1270 |
|               | 1869 | 1890 | 1921 | 1950 | 1980 | 2001 | 2017 | 2019 | 2022 | 2024 |